# Antoine-Eugène Gaulmier
Antoine-Eugène Gaulmier né le 6 janvier 1795 à Saint-Amand-Montrond, Cher, et mort le 25 septembre 1829 est un poète français.

## Biographie
Il fut dominé de bonne heure par une mélancolie excessive, et cette disposition d’esprit, jointe à une exquise sensibilité, lui fit abandonner successivement l’étude de la médecine, celle du droit, la vocation sacerdotale ; enfin, il embrassa la carrière universitaire. Il était professeur de rhétorique à Nevers, en 1818, lorsque son ode sur le dévouement de Malesherbes fut couronnée par l’Académie française. De Nevers, il fut envoyé à Reims, et de Reims à Bourges.
De nouveaux succès poétiques l'enhardirent, et il eut la satisfaction de voir attribuer quelques-unes de ses productions à Mlle Delphine Gay, plus tard Mme Émile de Girardin. Un travail opiniâtre et sa passion pour la poésie altérèrent sa santé ; il fut tourmenté par une insomnie continuelle, qui lui causait de telles angoisses, qu’il ne pouvait plus voir arriver la nuit sans pleurer. Il crut pouvoir faire diversion à son mal en redoublant ses travaux, et il aggrava de plus en plus son état. Une affection cérébrale l’emporta à trente-quatre ans.

## Œuvres
On cite particulièrement de ce poète : la Jeune mère mourante, élégie empreinte d’une sensibilité profonde ; la Tempête, le Lendemain d’un jour d’orage, et surtout la Première communion, acte religieux que sa muse chaste et mystique s’est plu à célébrer. C’est le chant d’un croyant qui voit à travers la pureté de son âme. Ses vers ont été recueillis sous le titre d’Œuvres posthumes (Paris, 1830, 3 vol. in-12).
- À M. Cyprien Anot, Châteauroux, Migné, 8 p. En ligne sur Gallica.
- Ode sur le dévouement de Malesherbes, Paris, Firmin-Didot, 1821, 8 p.

## Sources
- « Antoine-Eugène Gaulmier », dans Pierre Larousse, Grand dictionnaire universel du XIXe siècle, Paris, Administration du grand dictionnaire universel, 15 vol., 1863-1890 [détail des éditions].
- François Pérennès, Les noviciats littéraires, ou Coup d'œil historique sur la condition des hommes de lettres en France depuis environ cinquante ans, Paris, 1847, p. 153.